# Kieron Dyer
Kieron Courtney Dyer (Ipswich, 29 dicembre 1978) è un ex calciatore inglese, di ruolo centrocampista.

## Carriera

### Club
Iniziò a giocare nelle formazioni giovanili dell'Ipswich, esordendo in prima squadra nel 1996. Passò al Newcastle nel 1999, per una cifra pari a nove milioni di euro: vi rimase fino al 2007 collezionando 253 presenze e 38 gol tra campionato e coppe. Ha poi giocato nel West Ham, rientrando in prestito all'Ipswich nel marzo 2011: nel luglio successivo, viene tesserato dal QPR per un solo anno. Al suo debutto, in una partita contro il Bolton, rimedia una frattura al metatarso dopo appena quattro minuti. Nel 2013 rescinde il contratto con la società londinese, passando a parametro zero al Middlesbrough dove chiude la sua carriera alcuni mesi più tardi.

### Nazionale
Esordisce con la Nazionale maggiore il 4 settembre 1999, in occasione di una vittoria per 6-0 sul Lussemburgo: partecipa al campionato del mondo 2002 (in cui veste la maglia numero 23) e al campionato d'Europa 2004 (dove indossa il 20). Conta 33 presenze, senza reti,
in Nazionale.

## Statistiche

### Presenze e reti nei club
Statistiche aggiornate al 12 maggio 2013.
| Stagione         | Squadra          | Campionato       | Campionato | Campionato | Coppe nazionali | Coppe nazionali | Coppe nazionali | Coppe continentali | Coppe continentali | Coppe continentali | Altre coppe | Altre coppe | Altre coppe | Totale | Totale |
| Stagione         | Squadra          | Comp             | Pres       | Reti       | Comp            | Pres            | Reti            | Comp               | Pres               | Reti               | Comp        | Pres        | Reti        | Pres   | Reti   |
| ---------------- | ---------------- | ---------------- | ---------- | ---------- | --------------- | --------------- | --------------- | ------------------ | ------------------ | ------------------ | ----------- | ----------- | ----------- | ------ | ------ |
| 1996-1997        | Ipswich          | PL               | 13+2       | 0+0        | FACup+CdL       | 1+0             | 0+0             | -                  | -                  | -                  | -           | -           | -           | 16     | 0      |
| 1997-1998        | Ipswich          | PL               | 41+1       | 4+0        | FACup+CdL       | 2+7             | 0+1             | -                  | -                  | -                  | -           | -           | -           | 51     | 5      |
| 1998-1999        | Ipswich          | PL               | 37+2       | 5+2        | FACup+CdL       | 2+4             | 0+0             | -                  | -                  | -                  | -           | -           | -           | 45     | 7      |
| 1999-2000        | Newcastle        | PL               | 30         | 3          | FACup+CdL       | 6+0             | 1+0             | CU                 | 3                  | 0                  | -           | -           | -           | 39     | 4      |
| 2000-2001        | Newcastle        | PL               | 26         | 5          | FACup+CdL       | 1+4             | 0+1             | -                  | -                  | -                  | -           | -           | -           | 31     | 6      |
| 2001-2002        | Newcastle        | PL               | 18         | 3          | FACup+CdL       | 2+1             | 0+0             | -                  | -                  | -                  | -           | -           | -           | 21     | 3      |
| 2002-2003        | Newcastle        | PL               | 35         | 2          | FACup+CdL       | 0+1             | 0+2             | UCL+CU             | 10+2               | 2+0                | -           | -           | -           | 48     | 6      |
| 2003-2004        | Newcastle        | PL               | 25         | 1          | FACup+CdL       | 2+0             | 2+0             | UCL+CU             | 2+5                | 0+0                | -           | -           | -           | 34     | 3      |
| 2004-2005        | Newcastle        | PL               | 23         | 4          | FACup+CdL       | 2+5             | 0+2             | CU                 | 7                  | 2                  | -           | -           | -           | 37     | 8      |
| 2005-2006        | Newcastle        | PL               | 11         | 0          | FACup+CdL       | 2+0             | 1+0             | -                  | -                  | -                  | -           | -           | -           | 13     | 1      |
| 2006-2007        | Newcastle        | PL               | 22         | 5          | FACup+CdL       | 2+2             | 1+0             | CU                 | 4                  | 1                  | -           | -           | -           | 30     | 7      |
| Totale Newcastle | Totale Newcastle | Totale Newcastle | 190        | 23         |                 | 30              | 10              |                    | 33                 | 5                  |             |             |             | 253    | 38     |
| 2007-2008        | West Ham         | PL               | 2          | 0          | FACup+CdL       | 0+1             | 0+0             | -                  | -                  | -                  | -           | -           | -           | 3      | 0      |
| 2008-2009        | West Ham         | PL               | 7          | 0          | FACup+CdL       | 1+0             | 0+0             | -                  | -                  | -                  | -           | -           | -           | 8      | 0      |
| 2009-2010        | West Ham         | PL               | 10         | 0          | FACup+CdL       | 0+1             | 0+0             | -                  | -                  | -                  | -           | -           | -           | 11     | 0      |
| 2010-gen. 2011   | West Ham         | PL               | 11         | 0          | FACup+CdL       | 0+2             | 0+0             | -                  | -                  | -                  | -           | -           | -           | 13     | 0      |
| Totale West Ham  | Totale West Ham  | Totale West Ham  | 30         | 0          |                 | 5               | 0               |                    |                    |                    |             |             |             | 35     | 0      |
| gen.-giu 2011    | Ipswich          | FLC              | 4          | 0          | FACup+CdL       | 0+0             | 0+0             | -                  | -                  | -                  | -           | -           | -           | 4      | 0      |
| Totale Ipswich   | Totale Ipswich   | Totale Ipswich   | 95+5       | 9+2        |                 | 16              | 1               |                    |                    |                    |             |             |             | 116    | 12     |
| 2011-2012        | QPR              | PL               | 1          | 0          | FACup+CdL       | 0+0             | 0+0             | -                  | -                  | -                  | -           | -           | -           | 1      | 0      |
| 2012-2013        | QPR              | PL               | 4          | 0          | FACup+CdL       | 1+2             | 1+0             | -                  | -                  | -                  | -           | -           | -           | 7      | 1      |
| Totale QPR       | Totale QPR       | Totale QPR       | 5          | 0          |                 | 3               | 1               |                    |                    |                    |             |             |             | 8      | 1      |
| gen. 2013        | Middlesbrough    | FLC              | 9          | 2          | FACup+CdL       | 0+0             | 0+0             | -                  | -                  | -                  | -           | -           | -           | 9      | 2      |
| Totale carriera  | Totale carriera  | Totale carriera  | 329+5      | 34+2       |                 | 54              | 12              |                    | 33                 | 5                  |             |             |             | 421    | 53     |

### Cronologia presenze e reti in nazionale
| Cronologia completa delle presenze e delle reti in nazionale ― Inghilterra | Cronologia completa delle presenze e delle reti in nazionale ― Inghilterra | Cronologia completa delle presenze e delle reti in nazionale ― Inghilterra | Cronologia completa delle presenze e delle reti in nazionale ― Inghilterra | Cronologia completa delle presenze e delle reti in nazionale ― Inghilterra | Cronologia completa delle presenze e delle reti in nazionale ― Inghilterra | Cronologia completa delle presenze e delle reti in nazionale ― Inghilterra | Cronologia completa delle presenze e delle reti in nazionale ― Inghilterra |
| Data                                                                       | Città                                                                      | In casa                                                                    | Risultato                                                                  | Ospiti                                                                     | Competizione                                                               | Reti                                                                       | Note                                                                       |
| -------------------------------------------------------------------------- | -------------------------------------------------------------------------- | -------------------------------------------------------------------------- | -------------------------------------------------------------------------- | -------------------------------------------------------------------------- | -------------------------------------------------------------------------- | -------------------------------------------------------------------------- | -------------------------------------------------------------------------- |
| 4-9-1999                                                                   | Londra                                                                     | Inghilterra                                                                | 6 – 0                                                                      | Lussemburgo                                                                | Qual. Euro 2000                                                            | -                                                                          | 46’                                                                        |
| 8-9-1999                                                                   | Varsavia                                                                   | Polonia                                                                    | 0 – 0                                                                      | Inghilterra                                                                | Qual. Euro 2000                                                            | -                                                                          | 79’                                                                        |
| 10-10-1999                                                                 | Sunderland                                                                 | Inghilterra                                                                | 2 – 1                                                                      | Belgio                                                                     | Amichevole                                                                 | -                                                                          | 58’                                                                        |
| 23-2-2000                                                                  | Londra                                                                     | Inghilterra                                                                | 0 – 0                                                                      | Argentina                                                                  | Amichevole                                                                 | -                                                                          | 59’                                                                        |
| 31-5-2000                                                                  | Londra                                                                     | Inghilterra                                                                | 2 – 0                                                                      | Ucraina                                                                    | Amichevole                                                                 | -                                                                          | 82’                                                                        |
| 2-9-2000                                                                   | Parigi                                                                     | Francia                                                                    | 1 – 1                                                                      | Inghilterra                                                                | Amichevole                                                                 | -                                                                          | 69’                                                                        |
| 7-10-2000                                                                  | Londra                                                                     | Inghilterra                                                                | 0 – 1                                                                      | Germania                                                                   | Qual. Mondiali 2002                                                        | -                                                                          | 46’                                                                        |
| 15-11-2000                                                                 | Torino                                                                     | Italia                                                                     | 1 – 0                                                                      | Inghilterra                                                                | Amichevole                                                                 | -                                                                          | 82’                                                                        |
| 17-4-2002                                                                  | Liverpool                                                                  | Inghilterra                                                                | 4 – 0                                                                      | Paraguay                                                                   | Amichevole                                                                 | -                                                                          | 46’                                                                        |
| 2-6-2002                                                                   | Saitama                                                                    | Inghilterra                                                                | 1 – 1                                                                      | Svezia                                                                     | Mondiali 2002 - 1º turno                                                   | -                                                                          | 63’                                                                        |
| 15-6-2002                                                                  | Niigata                                                                    | Inghilterra                                                                | 3 – 0                                                                      | Danimarca                                                                  | Mondiali 2002 - Ottavi di finale                                           | -                                                                          | 49’                                                                        |
| 21-6-2002                                                                  | Shizuoka                                                                   | Inghilterra                                                                | 1 – 2                                                                      | Brasile                                                                    | Mondiali 2002 - Quarti di finale                                           | -                                                                          | 79’                                                                        |
| 12-10-2002                                                                 | Bratislava                                                                 | Slovacchia                                                                 | 1 – 2                                                                      | Inghilterra                                                                | Qual. Euro 2004                                                            | -                                                                          | 76’                                                                        |
| 12-2-2003                                                                  | Londra                                                                     | Inghilterra                                                                | 1 – 3                                                                      | Australia                                                                  | Amichevole                                                                 | -                                                                          | 46’                                                                        |
| 29-3-2003                                                                  | Vaduz                                                                      | Liechtenstein                                                              | 0 – 2                                                                      | Inghilterra                                                                | Qual. Euro 2004                                                            | -                                                                          |                                                                            |
| 2-4-2003                                                                   | Sunderland                                                                 | Inghilterra                                                                | 2 – 0                                                                      | Turchia                                                                    | Qual. Euro 2004                                                            | -                                                                          | 88’                                                                        |
| 20-8-2003                                                                  | Ipswich                                                                    | Inghilterra                                                                | 3 – 1                                                                      | Croazia                                                                    | Amichevole                                                                 | -                                                                          | 64’                                                                        |
| 6-9-2003                                                                   | Skopje                                                                     | Macedonia                                                                  | 1 – 2                                                                      | Inghilterra                                                                | Qual. Euro 2004                                                            | -                                                                          | 86’                                                                        |
| 11-10-2003                                                                 | Istanbul                                                                   | Turchia                                                                    | 0 – 0                                                                      | Inghilterra                                                                | Qual. Euro 2004                                                            | -                                                                          | 73’                                                                        |
| 18-2-2004                                                                  | Faro                                                                       | Portogallo                                                                 | 1 – 1                                                                      | Inghilterra                                                                | Amichevole                                                                 | -                                                                          | 46’                                                                        |
| 1-6-2004                                                                   | Manchester                                                                 | Inghilterra                                                                | 1 – 1                                                                      | Giappone                                                                   | Amichevole                                                                 | -                                                                          | 77’                                                                        |
| 5-6-2004                                                                   | Manchester                                                                 | Inghilterra                                                                | 6 – 1                                                                      | Islanda                                                                    | Amichevole                                                                 | -                                                                          | 46’                                                                        |
| 17-6-2004                                                                  | Coimbra                                                                    | Inghilterra                                                                | 3 – 0                                                                      | Svizzera                                                                   | Euro 2004 - 1º turno                                                       | -                                                                          | 83’                                                                        |
| 18-8-2004                                                                  | Newcastle                                                                  | Inghilterra                                                                | 3 – 0                                                                      | Ucraina                                                                    | Amichevole                                                                 | -                                                                          | 46’                                                                        |
| 8-9-2004                                                                   | Chorzów                                                                    | Polonia                                                                    | 1 – 2                                                                      | Inghilterra                                                                | Qual. Mondiali 2006                                                        | -                                                                          | 87’                                                                        |
| 9-2-2005                                                                   | Birmingham                                                                 | Inghilterra                                                                | 0 – 0                                                                      | Paesi Bassi                                                                | Amichevole                                                                 | -                                                                          | 81’                                                                        |
| 26-3-2005                                                                  | Manchester                                                                 | Inghilterra                                                                | 4 – 0                                                                      | Irlanda del Nord                                                           | Qual. Mondiali 2006                                                        | -                                                                          | 72’                                                                        |
| 30-3-2005                                                                  | Newcastle                                                                  | Inghilterra                                                                | 2 – 0                                                                      | Azerbaigian                                                                | Qual. Mondiali 2006                                                        | -                                                                          | 77’                                                                        |
| 7-2-2007                                                                   | Manchester                                                                 | Inghilterra                                                                | 0 – 1                                                                      | Spagna                                                                     | Amichevole                                                                 | -                                                                          |                                                                            |
| 28-3-2007                                                                  | Barcellona                                                                 | Andorra                                                                    | 0 – 3                                                                      | Inghilterra                                                                | Qual. Euro 2008                                                            | -                                                                          | 61’                                                                        |
| 1-6-2007                                                                   | Londra                                                                     | Inghilterra                                                                | 1 – 1                                                                      | Brasile                                                                    | Amichevole                                                                 | -                                                                          | 62’                                                                        |
| 6-6-2007                                                                   | Tallinn                                                                    | Estonia                                                                    | 0 – 3                                                                      | Inghilterra                                                                | Qual. Euro 2008                                                            | -                                                                          | 68’                                                                        |
| 22-8-2007                                                                  | Londra                                                                     | Inghilterra                                                                | 1 – 2                                                                      | Germania                                                                   | Amichevole                                                                 | -                                                                          | 57’                                                                        |
| Totale                                                                     |                                                                            | Presenze                                                                   | 33                                                                         |                                                                            | Reti                                                                       | 0                                                                          |                                                                            |